# 松江記念病院
松江記念病院（まつえきねんびょういん）は、島根県松江市にある病院。

## 概要
島根県松江市に松江市を中心に医療や介護などの施設を運営する医療法人社団創健会が設置した。新しい医療発祥の祈願をこめて松江市に病院を開設するにあたり出来る限り一般的で、また個人的でない病院名称を考え、全国で現在活躍中の病院の名称に「○○記念病院」があり、発展の願いをこめてこの名称にした。またいつまでも人々の想い出になる、思い出せる病院という意味もある。
また開院時より疾病の早期発見、早期治療を目的として、救急告示や午後の外来診療、人間ドックや各種健康診断等の予防医療の充実を特色とし、島根県で最初に日本人間ドック学会の施設認定を取得した。健康支援センターでは、産業医活動や厚生労働省のTHP事業を充実させている。

## 診療科
- 内科

- 消化器内科

- 神経内科

- 循環器内科

- 呼吸器内科

- 放射線科

- 外科

- 消化器外科

- 整形外科

- 皮膚科

- 肛門外科

- 小児科

- リハビリテーション科

- 麻酔科

- 歯科

- 口腔外科

- 婦人科

- 糖尿病内科

## アクセス
- JR西日本山陰本線松江駅から松江市営バスで10分

- JR西日本山陰本線乃木駅から徒歩15分

- 一畑電車北松江線松江しんじ湖温泉駅 から2,394m